# Melinaea ezra
Melinaea ezra är en fjärilsart som beskrevs av Fox 1939. Melinaea ezra ingår i släktet Melinaea och familjen praktfjärilar. Inga underarter finns listade i Catalogue of Life.